# داکیا ریپنسیس
داکیا ریپنسیس (انگلیسی: Dacia Ripensis) نام یک استان‌های روم در شمال شبه جزیره بالکان، بلافاصله در جنوب دانوب میانه بود.